# Dactylaena
Dactylaena  es un género de plantas con flores con seis especies aceptadas pertenecientes a la familia Cleomaceae. Es nativo de Suramérica (Brasil, Bolivia y Argentina.

## Especies
- Dactylaena ekmanii Helwig
- Dactylaena glazioviana Taub.
- Dactylaena micrantha Schrad. ex Schult.f.
- Dactylaena microphylla Eichler
- Dactylaena pauciflora Griseb.
- Dactylaena pohliana Eichler